# União Desportiva Internacional de Bissau
A União Desportiva Internacional de Bissau, mais conhecida por UDIB, é um clube desportivo da Guiné-Bissau. É situada na cidade de Bissau, capital do país, na Avenida Amílcar Cabral.
O clube conta com 3 títulos de campeão nacional da Guiné-Bissau e 6 títulos de vencedor da Taça Nacional da Guiné-Bissau.

## História
O clube foi fundado em 1950 e registrado em 1 de maio de 1971, em anos finais da Guiné Portuguesa e tempo colonial. O clube jogou em uma das edições da Taça de Portugal nos anos finais do tempo colonial.
Um jogador notável do tempo colonial foi Lino Correia, mais tarde, um guerrilheiro do PAIGC, morto em 1962. Após a independência da Guiné-Bissau, Lino Correia foi homenageado com o seu nome no Estádio Lino Correia.
UDIB foi o segundo clube do país a vencer o Campeonato da Guiné-Bissau, em 1976. UDIB também venceu o campeonato em 1985 e em 2003.
O jogador e, mais tarde, presidente Nino Vieira jogou no clube com o número 11.
Em 1977, 1978 e 1979, UDIB jogou a Liga dos Campeões da CAF.
Na temporada de 2003-04, UDIB não disputou um jogo e foi relegado.
Na temporada de 2018-19, UDIB venceu o quarto título do Campeonato Nacional da Guiné-Bissau acabando com 54 pontos, o recorde do clube.

## Estádio

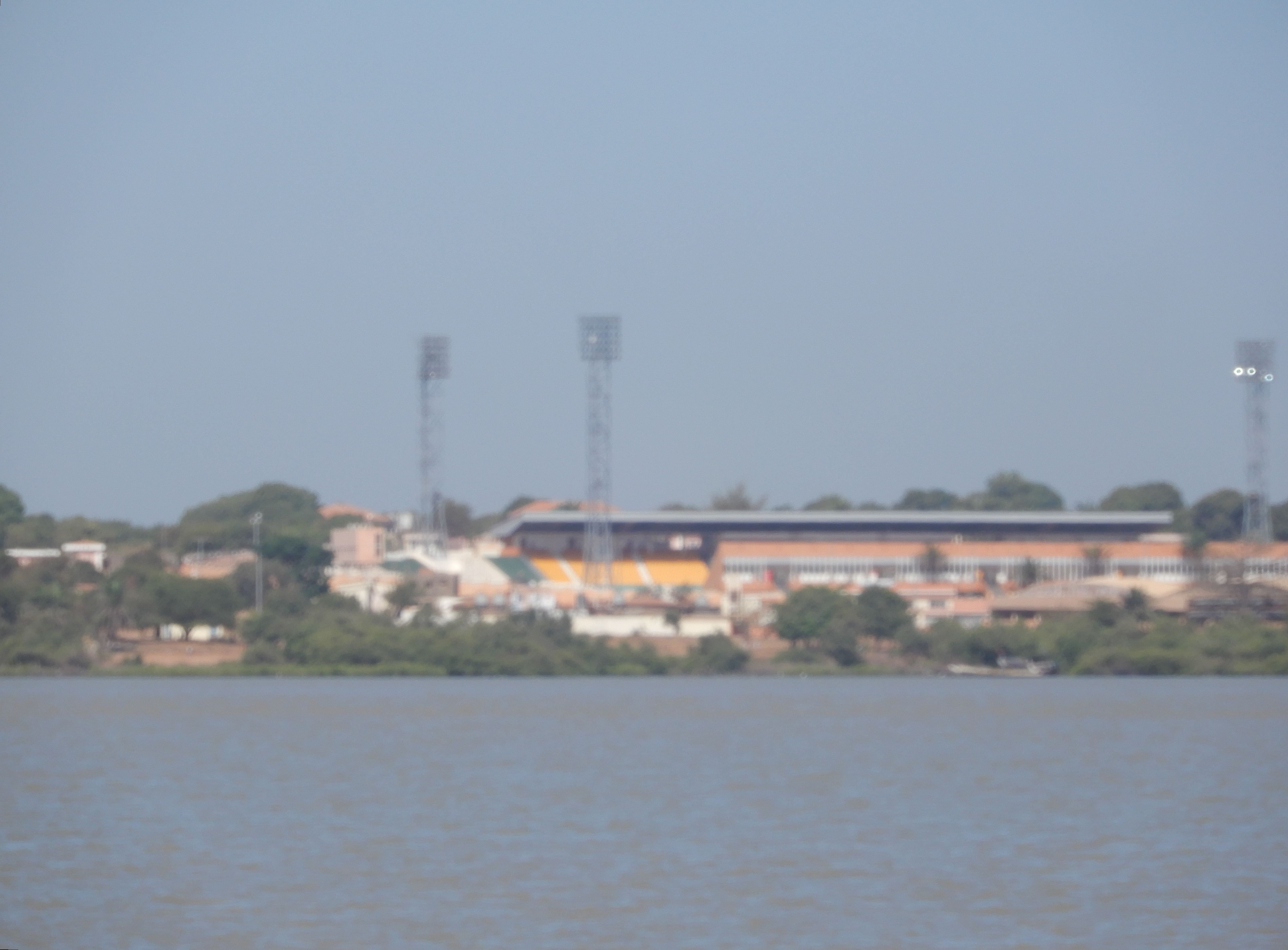
Estádio Nacional 24 de Setembro, a casa de mais 5 clubes de Guiné-Bissau incluindo Benfica de Bissau, Portos de Bissau, UDIB e Mavegro FC

Atua no estádio Poadro de Rurtes com capacidade para 5 mil espectadores. Nos jogos em casa, atua no Estádio Nacional 24 de Setembro, em Bissau, tal como a maioria dos clubes guineenses.

## Títulos
- Campeonato Nacional da Guiné-Bissau: 4

1976, 1985, 2003, 2019
- Taça Nacional da Guiné-Bissau: 6

1977, 1983, 1984, 1985, 1988, 1996.
- SuperTaça Nacional da Guiné-Bissau: 1

2019

## Histórias da liga e copas

### Jogos africanos
| Ano  | Competição                 | Rodado      | Clube            | Casa | Visitador | Total   |
| ---- | -------------------------- | ----------- | ---------------- | ---- | --------- | ------- |
| 1977 | Copa Africana dos Campeões | 1a rodada   | Djoliba AC       | 0-1  | 0-5       | 0-6     |
| 1978 | Liga dos Campeões da CAF   | Prelminário | Garde Nationale  | 3-1  | 0-2       | 3-3 (a) |
| 1979 | Liga dos Campeões da CAF   | 1a rodada   | Mighty Blackpool | 1-1  | 1-2       | 2-3     |

### Classificações
| Temporada | Div | Pos           | Pts           | J             | V             | E             | D             | G.M.          | G.S.          | Diff.         | Notas                                                                          |  |
| 2003–04   | 1   | -             | Não disputado | Não disputado | Não disputado | Não disputado | Não disputado | Não disputado | Não disputado | Não disputado |                                                                                |  |
| 2004–05   | 2   | -             | -             | -             | -             | -             | -             | -             | -             | -             |                                                                                |  |
| 2012      | 2   |               | -             | -             | -             | -             | -             | -             | -             | -             |                                                                                |  |
| 2013      | 1   | 6             | 23 pts        | 18            | 6             | 5             | 7             | 13            | 17            | -4            |                                                                                |  |
| 2014      | 1   | 9             | 13 pts        | 17            | 2             | 7             | 8             | 10            | 27            | -17           |                                                                                |  |
| 2015      | 2   |               | -             | -             | -             | -             | -             | -             | -             | -             |                                                                                |  |
| 2016-17   | 1   | 5             | 34 pts        | 26            | 9             | 7             | 10            | 35            | 32            | +3            |                                                                                |  |
| 2017-18   | 1   | 2             | 49 pts        | 24            | 14            | 7             | 3             | 37            | 16            | +21           |                                                                                |  |
| 2018-19   | 1   | 1             | 54 pts        | 26            | 17            | 3             | 6             | 38            | 22            | +16           |                                                                                |  |
| 2019-20   | 1   | Não disputado | Não disputado | Não disputado | Não disputado | Não disputado | Não disputado | Não disputado | Não disputado | Não disputado |                                                                                |  |
| 2020-21   | 1   | 3             | 14 pts        | 12            | 3             | 5             | 4             | 10            | 12            | -2            | O clube disputou a Série 2 não se tendo qualificado para o play-off de campeão |  |

### O clube naTaça de Portugaldurante o tempo colonial
| Ano  | Competição               | Rodado    | Clube        | Jogo              |
| ---- | ------------------------ | --------- | ------------ | ----------------- |
| 1965 | Taça de Portugal de 1965 | 1/8 final | SC Olhanense | 2-3 (c), 0-4 (v)  |
| 1969 | Taça de Portugal de 1969 | 1.8 final | Sporting     | 1-5 (c), 0-12 (v) |
| 1973 | Taça de Portugal de 1973 | 1a Rodada | SC Farense   | 0-6               |

## Estatísticas
- Melhor posição: 1º (Campeonato Nacional da Guiné-Bissau)
- Melhor posição nas competições das taças/copas: 1a ronda (continental)
- Mais pontos numa temporada: 54 (em 2019, no Campeonato Nacional da Guiné-Bissau)

## Equipa
Nota: Bandeiras indicam equipe nacional, conforme definido pelas regras de elegibilidade da FIFA. Os jogadores podem ter mais de uma nacionalidade não-FIFA.
| N.º |              | Posição | Jogador       |
| --- | ------------ | ------- | ------------- |
| 1   | Guiné-Bissau | G       | Mabau Sezar   |
| 12  | Guiné-Bissau | G       | Ferranu Lipu  |
| 2   | Guiné-Bissau | D       | Gudeba        |
| 4   | Guiné-Bissau | D       | Mah Nagau     |
| 5   | Guiné-Bissau | D       | Kipo Dedalho  |
| 13  | Guiné-Bissau | D       | Hesh Nanes    |
| 18  | Guiné-Bissau | D       | Guney Sampaho |
| 20  | Guiné-Bissau | D       | Gerevilho     |
| 3   | Guiné-Bissau | M       | Zamobu Gjan   |
| 6   | Guiné-Bissau | M       | Guan Dego     |
| 8   | Guiné-Bissau | M       | Lasko Vidert  |

| N.º |              | Posição | Jogador       |
| --- | ------------ | ------- | ------------- |
| 10  | Guiné-Bissau | M       | Keminu Dudai  |
| 14  | Guiné-Bissau | M       | Portos Sarneu |
| 15  | Guiné-Bissau | M       | Ksander Furu  |
| 19  | Guiné-Bissau | M       | Piro Kames    |
| 22  | Guiné-Bissau | M       | Sopus Nuenia  |
| 7   | Guiné-Bissau | A       | Marcsed Vilu  |
| 9   | Guiné-Bissau | A       | Evedde Asoir  |
| 11  | Guiné-Bissau | A       | Mutolla       |
| 16  | Guiné-Bissau | A       | Devete Binio  |
| 17  | Guiné-Bissau | A       | Vladu Lomo    |
| 21  | Guiné-Bissau | A       | Wsunku Drettu |